# Takamasa Anai
Takamasa Anai (japonsky 穴井 隆将), (* 5. srpna 1984 Óita, Japonsko) je reprezentant Japonska v judu.

## Sportovní kariéra
V začátcích své kariéry stál v pozadí za Inouem a Suzukim. Lídrem polotěžké váhy se stal po olympijských hrách v Pekingu v roce 2008 a v prvních dvou letech své předpoklady potvrzoval. Mimo kvalitní techniky prováděné vlevo se spoléhal i na dobrou fyzickou přípravu. V dalších letech se však jeho výkonnost zasekla a soupeři se ho naučili porážet. Krize vyvrcholila na olympijských hrách v Londýně v roce 2012, kde vypadl ve druhém kole. Jeho situace byla do velké míry odrazem tehdejší japonské těžké váhy, které se celkově nedařilo.

## Výsledky

### Váhové kategorie
| Turnaj            | 2002           | 2003           | 2004           | 2005           | 2006           | 2007           | 2008           | 2009           | 2010           | 2011           | 2012           |
| Turnaj            | 18             | 19             | 20             | 21             | 22             | 23             | 24             | 25             | 26             | 27             | 28             |
| Turnaj            | polotěžká váha | polotěžká váha | polotěžká váha | polotěžká váha | polotěžká váha | polotěžká váha | polotěžká váha | polotěžká váha | polotěžká váha | polotěžká váha | polotěžká váha |
| ----------------- | -------------- | -------------- | -------------- | -------------- | -------------- | -------------- | -------------- | -------------- | -------------- | -------------- | -------------- |
| Olympijské hry    |                |                | —              |                |                |                | —              |                |                |                | úč.            |
| Mistrovství světa |                | —              |                | —              |                | —              |                | 3.             | 1.             | úč.            |                |
| Asijské hry       | —              |                |                |                | —              |                |                |                | 2.             |                |                |
| Mistrovství Asie  |                | —              | —              | 3.             |                | 1.             | —              | —              |                | —              | —              |
| MS juniorů        | 1.             |                |                |                |                |                |                |                |                |                |                |

### Bez rozdílu vah
| Turnaj            | 2002 | 2003 | 2004 | 2005 | 2006 | 2007 | 2008 | 2009 | 2010 | 2011 | 2012 |
| Turnaj            | 18   | 19   | 20   | 21   | 22   | 23   | 24   | 25   | 26   | 27   | 28   |
| ----------------- | ---- | ---- | ---- | ---- | ---- | ---- | ---- | ---- | ---- | ---- | ---- |
| Mistrovství světa |      | —    |      | —    |      | —    | úč.  |      | —    | —    |      |